# Andrew Smith (cestista 1990)
Andrew Smith (Washington, 9 settembre 1990 – Indianapolis, 12 gennaio 2016) è stato un cestista statunitense.